# Stedocys
Genre
Stedocys est un genre d'araignées aranéomorphes de la famille des Scytodidae.

## Distribution
Les espèces de ce genre se rencontrent en Chine, au Japon, en Thaïlande et en Malaisie.

## Liste des espèces
Selon World Spider Catalog (version 23.0, 28/02/2022) :
- Stedocys amamiensis Suguro, 2019
- Stedocys gaolingensis Wu & Li, 2017
- Stedocys huangniuensis Wu & Li, 2017
- Stedocys leopoldi (Giltay, 1935)
- Stedocys ludiyanensis Wu & Li, 2017
- Stedocys matuoensis Wu & Li, 2017
- Stedocys pagodas Labarque, Grismado, Ramírez, Yan & Griswold, 2009
- Stedocys pulianensis Wu & Li, 2017
- Stedocys shilinensis Wu & Li, 2017
- Stedocys uenorum Ono, 1995
- Stedocys vittiformis Chen, Liang, Yin, Xu & Wei, 2021
- Stedocys xiangzhouensis Wu & Li, 2017
- Stedocys xianrenensis Wu & Li, 2017

## Systématique et taxinomie
Ce genre a été décrit par Ono en 1995 dans les Scytodidae.

## Publication originale
- Ono, 1995 : « A new spitting spider (Arachnida, Araneae, Scytodidae) from a cave in central Thailand. » Special Bulletin of the Japanese Society of Coleopterology, vol. 4, p. 131-138.